# Adolf Magnus Klingspor
Adolf Magnus Klingspor, född 5 december 1647, död 14 juli 1701, var en svensk militär.

## Uppväxt och ungdom
Klingspor föddes i Stockholm som son till generalen Staffan Klingspor och hans hustru Anna Sofia von Chemnitz. Vid sitt dop 12 december hade han drottning Kristina till fadder. Han hade sex bröder och två systrar. 1658 inskrevs han vid Uppsala universitet, men sökte sig snabbt in på den militära banan 1667 var han kornett vid ett kavalleriregemente, 1671 var han löjtnant vid Österbottens regemente, och 1675 befordrades han till kapten vid samma regemente. 
Trots sina militäriska talanger var Klingspor en litterärt begåvad man som talade flytande latin och skrev dikter och dagbok. I en tvist med kyrkoherden i Vallentuna utförde han saken i Uppsala konsistorium både skriftligen och muntligen på latin. Adolf Magnus lät också uppföra Klingsporska familjegraven i Vallentuna kyrka och lät 1688 sätta upp en järntavla med svenska verser i Täby kyrka. Enligt H. Hofberg visade Klingspor "en skaldegåva, som med heder försvarar sin plats bland den tidens dikter".

## Skånska kriget
Det skånska kriget blev avgörande för Klingspors vidare karriär och livsval. Han deltog i slaget vid Kvistrum, slaget vid Lund, slaget vid Landskrona, slaget vid Kristianstad och arbetade aktivt som partigängare direkt under Karl XI:s befäl. 1677 hade han befordrats till ryttmästare vid livregementet till häst. I juli 1677 var han på uppdrag i ystadtrakten när han tillfångatogs av friskyttar/snapphanar i Marsvinsholms slottspark: det var en kombinerad trupp av danske kungens friskyttar under den tyske löjtnanten Johan Christian von Meckelburg och lokala motståndsmän som mer kan beskrivas som traditionella "snapphanar". Friskyttarna hörde till Knud Bögs kompani, men vi vet ej om Bög själv var med utan det verkar vara löjtnanten som förde befälet. Klingspor befann sig på promenad i slottsparken med slottsherren Holger Thott och dennes svåger Jörgen Krabbe när anfallet skedde. Klingspor hade en mindre trupp dragoner med sig och en kort strid utbröt men minst en av svenskarna dog och motståndarna var dem övermäktiga. Thott och Krabbe hade sprungit och gömt sig men kom nu tillbaka och försökte betala friskyttarna för att släppa Klingspor och hans män. Krabbe och Klingspor hade dittills varit  goda vänner och brukade äta middag tillsammans i Malmö, men nu visade det sig att åtskilliga av Krabbes anställda var med snapphanarna, däribland förvaltaren. Krabbes anställda ville helst att Klingspor och Lorens Bask, en annan officer av högre rank som de höll fången, skulle skjutas, men löjtnant Meckelburg satte stopp för de planerna eftersom han följde regelboken. Det slutade med att Klingspor hamnade i dansk krigsfångenskap i Kristianstad och Köpenhamn fram till september då han löstes ut och tog första båt till Malmö som hölls av svenskarna. I Malmö anmälde han Krabbe för att bistått snapphanarna som tillfångatog honom. Krabbe blev avrättad för förräderi i januari följande år.
Klingspor deltog med stor energi i det lilla kriget i Skåne, fick speciella order av Karl XI att rida ut  "på parti" mitt i den kalla vintern när livregementet annars låg i kvarter i Halmstad och deltog i aktioner på Österlen och i Ystadtrakten. I februari 1679 deltog Klingspor tillsammans med överstelöjtnant Rehbinder och krigskommissarie Sven "Banketröja" Erlandsson i en välplanerad insats mot friskyttarna som ledde till att kapten Hans Severin blev tillfångatagen efter en hård strid. I samma veva blev också Johan Christian von Meckelburg tillfångatagen och kort tid därefter avrättades Severin och Meckelburg tillsammans.
Under kampen mot Severin blev  Klingspor skjuten i knät, och var tjänstledig en period. Rutger von Ascheberg befallde att man i Klingspors frånvaro skulle dra ner på partigängaraktiviteterna i området upp till Kristianstad: det är alltså uppenbart att Klingspor spelade en förhållandevis viktig roll i det lilla kriget. 
Under det skånska kriget förlorade Adolf Magnus sin bror ryttmästaren Mattias Henrik Klingspor vid slaget vid Lund och brodern Frans som var överstelöjtnant vid artilleriet blev bortförd och dödad av snapphanarna. Brodern Carl Filip var överstelöjtnant och man hör inte något om honom efter 1676, så möjligen omkom han också.

## Vidare karriär
Klingspor tog avsked från sin tjänst vid livregementet 1679 och inskrevs i stället som överstelöjtnant vid Mauritz Vellingks Karelska regemente.
1680 drabbades han hårt av reduktionen, och blev av med de flesta av faderns gårdar, men fick möjlighet att byta tillbaka Bällsta gård som han gjorde till sitt säteri. 
1694 utnämndes han till överstelöjtnant vid Nylands och Tavastehus läns kavalleriregemente, och 1697 blev han utsedd till vice landshövding i Åbo län.
Klingspor deltog under stora nordiska kriget i slaget vid Narva, och befordrades några dagar efter slaget till överste för sina insatser. Han var även med vid övergången av Düna, men sårades två dagar därefter i strider vid Bolderaa, och avled av sina skador tre dagar senare.
Familj
Klingspor gifte sig 1683 med Elisabeth Clerck. De fick fem söner och tre döttrar.